# Circonscription de Dodola
La circonscription de Dodola est une des 177 circonscriptions législatives de l'État fédéré Oromia, elle se situe dans la Zone Ouest Arsi. Son représentant actuel est Usman Jema Shaymo.